# Deontay Wilder vs. Tyson Fury II
Deontay Wilder vs. Tyson Fury II è stato un incontro di pugilato disputatosi il 22 febbraio 2020 presso la MGM Grand Garden Arena di Paradise, Nevada, Stati Uniti.
Secondo confronto tra i due pugili, il combattimento terminò con la vittoria di Fury che mandò al tappeto per KO tecnico l'avversario al settimo round.

## Contesto
L'incontro fu organizzato come rematch del controverso pareggio tra Wilder e Fury del 1º dicembre 2018. Dei 27 giornalisti sportivi presenti al match, 15 avevano assegnato la vittoria a Fury, 3 a Wilder e 9 avevano decretato un pareggio.
Dopo il match, ci furono pressanti richieste per un rematch immediato. La WBC annunciò nel febbraio 2019 che non ci sarebbe stata una rivincita in tempi brevi in quanto Fury aveva firmato un contratto con ESPN e Top Rank; ciò significava che i negoziati sarebbero stati più difficili in quanto la rivincita sarebbe stata una contesa interpromozionale, e c'erano stati solo due match del genere in precedenza: Lennox Lewis vs. Mike Tyson nel 2002 e Floyd Mayweather Jr. vs. Manny Pacquiao nel 2015.
Rinviato il rematch, Fury e Wilder ebbero entrambi altri incontri di pugilato. Il 18 maggio 2019, Wilder sconfisse al primo round Dominic Breazeale per KO. Qualche settimana dopo, il 15 giugno 2019, Fury sconfisse Tom Schwarz per KO tecnico al secondo round, e il 14 settembre dello stesso anno, sconfisse ai punti per decisione unanime Otto Wallin. Infine Wilder sconfisse Luís Ortiz il 23 novembre 2019, per KO al settimo round.
Sia Fury sia Wilder si sfidarono l'un l'altro dopo i loro rispettivi incontri, e il rematch venne ufficialmente annunciato il 27 dicembre 2019, per il 22 febbraio 2020 alla MGM Grand Garden Arena di Las Vegas.

## L'incontro
Le prime fasi del match videro Fury prendersi il centro del ring e tenere l'avversario alla distanza con il jab. Egli cercò di portare a segno alcuni colpi potenti, mentre eludeva le oscillazioni di Wilder. Nel terzo round, Fury colpì Wilder con un forte destro alla tempia. Wilder finì al tappeto ma riuscì a rialzarsi prima del conteggio arrivando alla fine del round, ma restò visibilmente disorientato, mentre il sangue iniziò a fluire dal suo orecchio sinistro. Wilder andò al tappeto altre due volte, ma furono giudicate come scivolate dall'arbitro Kenny Bayless, prima che Fury abbattesse di nuovo Wilder nel quinto round con una combinazione rapida punteggiata da un gancio sinistro al corpo.	Wilder riuscì a rimettersi in piedi, ma non fu in grado di contrattaccare e ora sanguinava dalla bocca oltre che dall'orecchio. Il combattimento fu interrotto a metà del settimo round dopo che una raffica di colpi di Fury fece sì che l'angolo di Wilder gettasse la spugna per salvarlo da un'ulteriore punizione.
Al momento dello stop Fury era in vantaggio in tutti e tre i cartellini dei giudici (59–52, 58–53 e 59–52). Secondo CompuBox, Fury portò a segno 82 dei 267 pugni totali (31%). Wilder portò a segno 34 dei 141 colpi totali (24%) portati nel match.

### Arbitro e giudici
- Arbitro: Kenny Bayless
- Giudice: Glenn Feldman
- Giudice: Dave Moretti
- Giudice: Steve Weisfeld

## Il programma (PPV)
| N. | Match                                      | Titolo in palio                                       | Risultato | Round | Tempo |
| -- | ------------------------------------------ | ----------------------------------------------------- | --------- | ----- | ----- |
| 1  | Tyson Fury sconfigge Deontay Wilder (c)    | Titoli WBC, Ring Magazine e Lineare dei pesi massimi  | KOT       | 7º    | 01:39 |
| 2  | Charles Martin sconfigge Gerald Washington | Match eliminatorio per il titolo IBF dei pesi massimi | KOT       | 6º    | 01:57 |
| 3  | Emanuel Navarrete sconfigge Jeo Santisima  | Titolo WBO Junior dei pesi piuma                      | KOT       | 11º   | 02:20 |
| 4  | Sebastian Fundora vs. Daniel Lewis         |                                                       | UD        | 10º   |       |
| 5  | Javier Molina sconfigge Amir Imam          |                                                       | UD        | 8º    |       |
| 6  | Petros Ananyan sconfigge Subriel Matías    |                                                       | UD        | 10º   |       |

## Conseguenze
Fury ricevette grandi elogi per la sua prestazione, con molti a definire il suo uno dei più grandi ritorni nella storia della boxe, e la sua vittoria una prova che lo rese uno dei più grandi pugili dei pesi massimi di sempre.
Dopo l'incontro, Wilder si rammaricò del fatto che il suo secondo Mark Breland avesse gettato la spugna interrompendo il match: «Avevo detto a tutti i miei allenatori, non importa come può sembrare all'esterno, non importa quanto tu possa amarmi o avere quella sensazione emotiva, non prendere una decisione d'impulso e non gettare mai la spugna perché il mio orgoglio è tutto. Capisco com'è, ma quando hai il potere come me non sei mai fuori dalla lotta, non importa quali siano le circostanze. Non finisco mai di lottare». Inizialmente Wilder considerò anche l'idea di licenziare Breland, medaglia d'oro olimpica e due volte campione del mondo, ma in seguito ritornò sulla sua decisione facendolo restare nel team.
Da contratto, il match tra Fury e Wilder includeva una clausola attraverso la quale lo sconfitto avrebbe potuto avere la rivincita. Wilder annunciò di avere attivato la clausola il 29 febbraio, e promesse di vendicarsi in un video pubblicato sui suoi account social media: «Risorgeremo di nuovo. Riguadagneremo il titolo. Tornerò. Terremo la testa alta. Il tuo re è in grande spirito. Ci alzeremo come una fenice dalle ceneri e riconquisteremo il titolo. Ci vediamo tra qualche mese. Perché la guerra è appena iniziata».